# Phénicien
Cet article concerne la langue phénicienne. Pour le peuple phénicien, voir Phéniciens.

Le phénicien parmi les langues sémitiques, vers 1000 av. J. Chr.

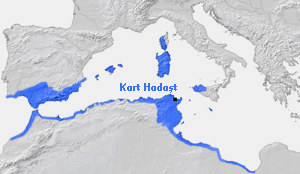
L'empire punique au début du IIIe av. J.-C.

Le phénicien est une langue morte, parlée à l'origine sur les côtes des actuels Liban et Syrie, dans un pays qu'on désignait alors comme le « pays de Canaan » aussi bien en phénicien et en arabe, qu'en hébreu et en araméen, « Phénicie » en grec et en latin, et « Pūt » en égyptien ancien. Le phénicien est une langue sémitique du sous-groupe cananéen, groupe dont descend l'hébreu. Le phénicien était parlé au Liban, le long des côtes de Syrie, dans la partie nord de l'actuel État d’Israël, ainsi que sur une partie de l'île de Chypre (où il voisinait avec le grec) et, en tant que langue de prestige, dans certaines régions d'Anatolie. Il était aussi parlé dans les régions touchées par la colonisation phénicienne : le long des côtes sud-ouest de la Méditerranée, et notamment l'actuelle Tunisie, le Maroc et l’Algérie, ainsi que Malte, l’Ouest de la Sicile, la Sardaigne, la Corse et les Colonnes d'Hercule.
Le phénicien s'écrivait au moyen de l'alphabet phénicien. Le phénicien ne nous est connu que par quelques inscriptions brèves, par des formules stéréotypées de portée religieuse ou administrative, et de rares gloses d'auteurs grecs ou latins ; les auteurs latins tels Salluste font allusion à des livres composés en langue punique, mais aucun ne nous est parvenu, sauf en traduction (par ex. le traité de Magon le Carthaginois) ou par citation (par ex. dans les comédies de Plaute). Les Cippes de Melqart, découverts à Malte en 1694, comportent une inscription bilingue grec-punique : son examen a permis à l’érudit abbé Barthélemy de déchiffrer et de reconstituer l’alphabet carthaginois. La découverte en 1964 d'un traité commercial entre Étrusques et un groupe de Phéniciens, a encore enrichi notre connaissance de cette langue.

## Écriture
Le phénicien est réputé avoir possédé son propre alphabet, mais c’était un alphabet consonantique inspiré de l’alphabet protosinaïtique ; il fut lui-même à l’origine de l’alphabet grec et, par là-même, de l’alphabet latin. Dans l'Ouest de la Méditerranée, l'écriture punique développa des lettres de forme originale, et une écriture somme toute plus cursive ; au IIIe siècle av. J.-C., elle s'accompagna graduellement de l'indication de certaines voyelles, surtout les finales, avec le caractère aleph ou parfois ayin. À l'époque de la deuxième guerre punique, une deuxième écriture cursive commençait même à se répandre pour donner naissance à l'écriture dite « néo-punique », qui cohabite dans les textes avec l'écriture plus traditionnelle, et s'impose définitivement après la destruction de Carthage (146 av. J.-Chr.). Le néo-punique, à son tour, se mit à indiquer la valeur des voyelles au moyen de matres lectionis d'une manière plus systématique que les autres systèmes d'écriture, et utilisa différentes lettres pour différencier les voyelles les unes des autres (cf. infra). Enfin, plusieurs inscriptions tardives retrouvées à  El-Hofra (région de Constantine), remontant au Ier siècle av. J.-C., transcrivent le punique avec l'alphabet grec, et plusieurs inscriptions de Tripolitaine, datées du IIIe et du IVe siècle, utilisent l’alphabet latin.
Avec l’écriture phénicienne, contrairement aux autres abjads postérieurs (l'araméen, l’hébreu biblique et l'arabe), même les voyelles longues n'étaient généralement pas indiquées, et cela quelle que soit l'origine du texte. Les Carthaginois finirent par les indiquer au moyen de certaines consonnes (matres lectionis): au cours d'une première période, qui débute au IIIe siècle av. J.-C., on commença à indiquer la présence d'une voyelle en finale par un signe ʼ, et même à marquer d'un y la présence d'un[iː] long final. Puis, à la période des inscriptions néo-puniques (après la chute de Carthage), le système se mit à distinguer plus nettement les voyelles les unes des autres, en marquant w pour [u], y pour [i], ʼ pour [e] et [o], ʿ pour [a], enfin h et ḥ comme variantes pour la notation de la voyelle [a]. Ces notations, d’abord uniquement employées pour transcrire les mots étrangers, furent étendues ensuite à plusieurs mots phéniciens. La littérature de cette période atteste également l'utilisation de consonnes pour noter des voyelles, processus qui avait déjà conduit auparavant à l'adaptation de l’alphabet phénicien au grec et au latin, à savoir h pour [e] et ʼ pour [a]. Finalement, le punique s'écrivit en caractères latins, avec indication des voyelles : ces inscriptions tardives, jointes à quelques transcriptions en alphabet grec, sont nos principales sources pour reconstituer la vocalisation du phénicien.

## Phonologie

### Consonnes
L’orthographe du phénicien (cf. alphabet phénicien) distingue les consonnes transcrites conventionnellement ainsi :
|               |               | Labiale | Alvéolaire | Alvéolaire | Palatale | Vélaire | Uvulaire | Pharynguale | Glottale |
| simple        | emphatique    | Labiale |            |            | Palatale | Vélaire | Uvulaire | Pharynguale | Glottale |
| ------------- | ------------- | ------- | ---------- | ---------- | -------- | ------- | -------- | ----------- | -------- |
| Nasales       | Nasales       | m /m/   | n /n/      |            |          |         |          |             |          |
| occlusives    | sourde        | p /p/   | t /t/      | ṭ /tˤ/     |          | k /k/   | q /q/    |             | ʼ /ʔ/    |
| occlusives    | voisée        | b /b/   | d /d/      |            |          | g /ɡ/   |          |             |          |
| Fricatives    | sourde        |         | s /s/      | ṣ /sˤ/     | š /ʃ/    |         |          | ḥ /ħ/       | h /h/    |
| Fricatives    | voisée        |         | z /z/      |            |          |         |          | ʻ /ʕ/       |          |
| roulées       | roulées       |         | r /r/      |            |          |         |          |             |          |
| semi-voyelles | semi-voyelles |         | l /l/      |            | y /j/    | w /w/   |          |             |          |

L'accord n'est pas unanime sur la valeur originale des sifflantes proto-sémitiques, ni, par conséquent, sur celle de leurs équivalents phéniciens : si plusieurs universitaires sont d'avis que š est un son [s], s un son [ts], z le son [dz] et ṣ le son [tsʼ], d'autres s'en tiennent à l'interprétation traditionnelle de [ʃ], [s], [z] et [sˤ] qui s'appuient sur les transcriptions dans d'autres alphabets.
Le système phonétique qui ressort de cet abjad est le produit de plusieurs phases d'assimilation. Entre l'époque des parlers proto-sémitiques du Nord-Ouest et celle du cananéen, *š et *ṯ  ont fusionné en *š, *ḏ et *z en *z, et *ṱ, *ṣ́ et *ṣ ont fusionné en * ṣ . Puis, du cananéen au phénicien, les sifflantes *ś et *š ont fusionné en *š, *ḫ et *ḥ ont fusionné en ḥ, enfin *ʻ et *ġ  ont fusionné en *ʻ. Ces évolutions postérieures se retrouvent d'ailleurs dans l'hébreu biblique.
En revanche, l'éventualité d'une fusion entre šin et samech (en phénicien classique ou en punique tardif), deux sons très différemment indiqués dans l’orthographe du phénicien, demeure controversée. En langue punique, les laryngées et les pharyngées semblent avoir entièrement disparu, et du reste il est vrai que ni ces consonnes, ni les emphatiques ne pouvaient être transcrites correctement avec l’alphabet latin.
Il n'y a pas de consensus sur le fait que le phénicien-punique ait connu un processus de lénition des consonnes explosives comme les autres langues sémitiques du Nord-Ouest (telles l'hébreu biblique et l’araméen) (cf. Hackett et les avis divergents de Segert et de Lyavdansky). La consonne /p/ a dû généralement évoluer vers /f/ en langue punique et en phénicien tardif, de même qu'en proto-arabe. Mais il est vrai que certaines transcriptions latines du punique tardif font usage pour cette consonne *p de « spirantes sourdes » en ph,  th et kh à différentes positions dans les mots (quoique l'interprétation de ces graphies ne soit pas entièrement claire) tout autant que de la lettre f.

### Voyelles
Notre connaissance du système vocalique du phénicien est très fragmentaire par la nature même de l’écriture de cette langue, décrite ci-dessus ; au cours des premiers siècles de son existence, l’écriture du phénicien ne notait pas les voyelles du tout, et même lorsque plus tard des systèmes pour noter les voyelles ont fait leur apparition, ils n'ont jamais été appliqués de manière systématique aux mots du lexique phénicien originel. On pense que le phénicien usait de trois voyelles courtes : /a/, /i/, /u/ et de cinq voyelles longues : /aː/, /iː/, /uː/, /eː/, /oː/,. Les diphtongues /aj/ et /aw/ connues en proto-sémitique y ont évolué vers les formes /eː/ et /oː/ ; cette mutation a dû intervenir plus tôt qu'en hébreu biblique, parce que les voyelles longues du phénicien ont perdu les semi-voyelles (bēt « maison » était écrit bt alors qu'en hébreu biblique on a byt).
L’évolution de voyelle la plus perceptible dans l’histoire du phénicien est l’« apophonie cananéenne », qui s'exprime aussi partiellement en hébreu biblique mais y a été poussée beaucoup plus loin : ainsi, dans les parlers proto-sémitiques du Nord-Ouest, /aː/ et /aw/ n'ont pas simplement évolué vers /oː/ comme ç'a été le cas pour l'hébreu de Tibériade, mais vers /uː/. Le /a/ accentué proto-sémite, qui transcrivait l'hébreu /aː/, a évolué vers /oː/. Cette apophonie est attestée par les transcriptions latines et grecques telles rūs pour « tête, chef » (hébreu de Tibériade rōš, ראש), samō pour « il entendit » (hébreu de Tibériade : šāmāʻ, שמע); de même, on sait par des transcriptions grecques que le mot signifiant « éternité » était ʻūlōm, apparenté à l’hébreu biblique ʻōlām et au proto-sémitique ʻālam. La lettre Y que l'on trouve dans les transcriptions en alphabet grec et latin de mots comme le pronom relatif ys « qui », et dans la désinence de l’accusatif défini yth, peuvent s'interpréter comme un schwa minuscule précédant les syllabes accentuées des verbes, ou les deux syllabes précédant l'accent dans les noms et adjectifs, alors que d'autres apparitions de Y comme dans chyl ou même chil (pour la syllabe /kull/) « tous » attesté dans le Poenulus de Plaute, peuvent s'interpréter comme une étape postérieure de l’apophonie, voire une dé labialisation de /u/ et de /uː/,. Le /*i/ bref dans les syllabes ouvertes à l'origine a été amuï en [e] avec allongement lorsqu'il était accentué.

### Accentuation
La régularité des alternances vocaliques liées à la position de l’accent tonique laisse penser qu’en phénicien l’accent portait presque toujours sur la dernière syllabe, comme c’est le cas pour l’hébreu biblique. Il n’y avait probablement de voyelles longues que dans les syllabes ouvertes.

## Grammaire
Typiques en cela des mots sémitiques, les mots du phénicien sont généralement formés autour d'une racine trilitère et d'alternances vocaliques exprimant les distinctions morphologiques.

### Morphologie nominale
La déclinaison des noms permet de distinguer le genre (masculin et féminin), le nombre (singulier, pluriel et traces d'un duel évanescent) et l’« état » (« absolu » ou « construit », ce dernier caractérisant les noms suivis d'un possessif) et donne aussi une précision de catégorie. On y trouve la trace d'un  cas génitif proto-sémitique. Les finales des déclinaisons sont omises dans l'orthographe standard du phénicien, mais les inscriptions en alphabet latin ou grec permettent de reconstituer les désinences de nom (qui sont aussi les désinences d'adjectifs) :
Masculin : singulier absolu -∅, duel /-ēm/ m, pluriel /-īm/ m

singulier construit -∅, duel /-ē/ ∅, pluriel /-ē/ ∅

Féminin: singulier absolu /-(o)t/ t, duel /-tēm/ tm, pluriel /-ūt/ t

singulier construit /-(o)t/ t, duel */- tēn/ tn?, pluriel /-ūt/ t
En punique tardif, la désinence /-t/ du féminin est apparemment tombée :  ḥmlkt « fils de la reine » ou  ʼḥmlkt « frère de la reine » rendu en latin par HIMILCO,. /n/ était aussi assimilé aux consonnes suivantes : par ex. št « année » au lieu de */šant/, plus archaïque.
Les déclinaisons ont dû disparaître entre le IXe siècle av. J.-C. et le VIIe siècle av. J.-C. : par ex. le nom de personne rendu en akkadien par ma-ti-nu-ba-ʼa-li « Don de Baal », avec les déclinaisons -u et -i, s’écrivait ma-ta-an-baʼa-al deux siècles plus tard ; mais les traces d'un ancien génitif ont été préservées dans le suffixe de la première personne du possessif singulier : ʼby /ʼabiya/ « de mon père », au lieu de ʼb /ʼabī/ « mon père ».
Voici la transcription et la prononciation reconstituée des pronoms personnels :
Singulier :
- 1re pers. /ʼanōkī/ ʼnk (parfois ʼnky) en punique, attesté également sous la forme /ʼanek/
- 2e pers. masc. /ʼatta(ː)/ ʼt
- 2e pers. fém. /ʼatti(ː)/ ʼt
- 3e pers. masc. /huʼ/ hʼ, également [hy] (?) hy et /huʼat/ hʼt
- 3e pers. fém. /hiʼ/ hʼ

Pluriel :
- 1re:  /ʼanaḥnū/ ʼnḥn
- 2d masc. non-attesté
- 2d fém. non-attesté
- 3e masc. /hummat/ hmt,
- 3e fém. /himmat/ hmt

Les pronoms personnels enclitiques sont attachés aux noms (pour marquer la possession) et aux prépositions, comme on le voit ci-après pour le « phénicien standard » (le dialecte prédominant, par opposition au dialecte de Byblos et aux variantes puniques postérieures ; cette forme est indiquée dans le tableau ci-après entre crochets avec la mention a.V.). Leur morphologie varie légèrement lorsqu’ils suivent un nom masculin pluriel (c’est-à-dire lorsqu’ils suivent une voyelle).
Singulier :
- 1re:  /-ī/ ∅, parfois y (a.V. /-ayy/ y)
- 2d masc. /-ka(ː)/ k
- 2d fém. /-ki(ː)/ k
- 3e masc. /-oː/ ∅, punique ʼ, (a.V. /-ēyu(ː)/ y)
- 3e fém. /-aː/ ∅, punique ʼ (a.V. /-ēya(ː)/ y)

Pluriel :
- 1re:  /-o(ː)n/ n
- 2d masc. non-attesté
- 2d fém. non-attesté
- 3e masc. /-o(ː)m/ m (a.V. /-nōm/ nm)
- 3e fém. /-e(ː)m/ m (a.V. /-nēm/ nm)

En outre, selon certains chercheurs, les formes enclitiques normalement utilisées après une voyelle, lorsqu’on les trouve après un nom au singulier, marqueraient un hypothétique génitif (avec la déclinaison en /-i/, le génitif pluriel ayant une désinence en /-ē/). Dans ce cas, il faudrait reconstituer leur prononciation un peu différemment : 1re pers. singulier /-iya(ː)/ y, 3e pers. du singulier masculin et féminin /-iyu(ː)/ y et /-iya(ː)/ y. La 3e pers. du pluriel devait se prononcer de la même façon dans les deux cas, c'est-à-dire /-nōm/ nm et /-nēm/ nm.
Ces formes enclitiques varient d’un dialecte à l’autre. Dans l’archaïque dialecte de Byblos, les formes de la troisième personne sont h and w /-ō/ au masculin singulier (a.V. w /-ēw/), h /-aha(ː)/ for au féminin singulier et hm /-hum(ma)/ au masculin pluriel. En punique tardif, le 3e masculin singulier est fréquemment /-im/ m.
Les pronoms compléments ayant fonction de complément d'objet direct des verbes sont aussi suffixés aux verbes comme enclitiques. Là encore, on trouve une certaine variété de formes : /-nī/ n à la première personne du singulier et probablement /-nu(ː)/ à la première personne du pluriel.
Les pronoms démonstratifs (« ce, cela », équivalent du latin « is/ea/id ») s’écrivent en phénicien standard z au singulier et ʼl au pluriel (« ces »). Le phénicien chypriote donne ʼz au lieu de  z. Le dialecte de Byblos distinguait, lui, le masculin (zn / z) du féminin (zt / zʼ) au singulier. Le punique s'est accompagné d’un nouveau changement : le démonstratif singulier s’écrit tantôt st, tantôt zt pour les deux genres. Le démonstratif emphatique (équivalent du latin « ille ») est identique aux pronoms de la troisième personne. Les pronoms interrogatifs sont /miya/ ou peut-être /mi/ my « qui ?» et /mū/ m « quel ? ». Le pronom indéfini « quiconque » s'écrit mnm. Le pronom relatif s'écrit š, suivi ou précédé d’une voyelle.
L’article défini était /ha-/ et l’on doublait la première consonne du mot qui suivait. Il s’écrivait h, mais en punique tardif également ʼ et ʻ, par amuissement et coalescence des gutturales. D’une manière tout à fait similaire à l’hébreu biblique, la consonne initiale de l’article est élidée après une préposition b-, l- et k; elle pouvait être élidée après diverses particules et mots fonctionnels comme la préposition ʼyt marquant un complément d'objet direct, ou la conjonction w- (« et »).

### Numération
Pour les numéraux cardinaux de 1 à 10 : 1 est un adjectif, 2 est un nom prenant la désinence du duel, et les suivants sont des noms au singulier avec une forme au masculin et une au féminin :
- masculin ʼḥd (« un »),  šnm (« deux » ; forme « construite » šn), šlš (« trois »), ʼrbʻ (« quatre »), ḥmš (« cinq »), ss (« six »), šbʻ (« sept »), šmn(h) (« huit »), tšʻ (« neuf »), ʻsr (« dix »)
- féminin  ʼḥt (« un »), šlšt (trois » ; la forme féminine de « deux » n'est pas attestée), ʼrbʻt (« quatre »), ḥmšt (« cinq »), ššt (« six »), šbʻt (« sept ») ; la forme féminine de « huit » et de « neuf » n'est pas attestée ; ʻsrt.
- le nombre 10 prend la forme des unités au masculin pluriel : ʻsrm, šlšm, ʼrbʻm, ḥmšm, ššm, šbʻm, šmnm, tšʻm.
- Cent s'exprime par mʼt, 200 est la forme au duel mʼtm, et les autres nombres de centaines sont formés sur le modèle šlš mʼt (300).
- Mille s'écrit ʼlp.

Les numéraux ordinaux sont formés par adjonction de *iy -y. Les numéraux composés sont formés au moyen de la conjonction w- (« et »), par ex. ʻsr w šnm  pour « douze ».

### La conjugaison des verbes
La conjugaison marque la personne, le nombre, le genre, le temps et l’aspect. Comme pour d'autres langues sémitiques, les verbes phéniciens permettent différentes constructions pour exprimer le mode d'action, le degré de transitivité et la voix.
Voici un exemple de conjugaison du parfait ou conjugaison-suffixe, qui exprime un fait achevé (et donc « passé »), avec le verbe q-t-l « tuer » (conjugaison « neutre » type G).
- 1re pers. sing. /qataltī/ qtlty
- 2e pers. masc. sing. /qataltā/ qtlt
- 2e pers. fém. sing. /qatalt(ī)/ qtlt
- 3e pers. masc. sing. /qatōl/ qtl
- 3e pers. fém. sing. /qatalō(t)/ qtlt[24], ou également qtl, punique qtlʼ
- 1re pers. plur. /qatalnū/ qtln
- 2e pers. masc. plur. non-attestée
- 2e pers. fém. plur. non-attestée
- 3e pers. masc. plur. qatalū/ qtl, punique qtlʼ
- 3e pers. fém. plur. non-attestée

Voici à présent la conjugaison G de l’imparfait ou conjugaison-préfixe, qui exprime le présent et le futur (indiscernable de l’optatif proto-sémitique).
- 1re pers. sing. /ʼiqtul/ ʼqtl
- 2e pers. masc. sing. /tiqtul/ tqtl
- 2e pers. fém. sing. /tiqtulī/ tqtly
- 3e pers. masc. sing. /yiqtul/ yqtl
- 3e pers. fém. sing. /tiqtul/ tqtl
- 1re pers. plur. */niqtul/? *nqtl
- 2e pers. masc. plur. /tiqtulū/ *tqtl, Punic *tqtlʼ
- 2e pers. fém. plur. /tiqtulna/ tqtln
- 3e pers. masc. plur. yiqtulū/ yqtl
- 3e pers. fém. plur. non-attestée

Les désinences de l'impératif étaient vraisemblablement /-∅/ (2e pers. masc. sing.), /-ī/ (2e pers. fém. sing.) et /-ū/ (2e pers. plur.), mais dans l'écriture phénicienne ces trois formes sont indiscernables puisqu'elles s'écrivent qtl, c'est-à-dire. -∅. Les données dont nous disposons ne nous permettent pas de retrouver les différences entre l'optatif proto-sémitique, qui pourtant devait à l'origine différer légèrement de cette conjugaison-préfixe.
Les formes indéfinies sont l’infinitif, l’infinitif absolu et les participes actifs et passifs. Dans la conjugaison à thème en G, l’infinitif se marque d'ordinaire à la préposition l- analogue à l’anglais to comme on le voit à /liqtul/ « tuer »; au contraire, l’infinitif absolu (qatōl) s'utilise surtout pour marquer l’intensif d'un verbe : ptḥ tptḥ  « ouvre grand! », ou pareillement /*qatōl tiqtul/ « tue-le ! »
Dans la conjugaison à thème en G, les participes prennent les formes suivantes :
- Actif :
  - masc. sing. /qūtel/[24] ou /qōtil/ qtl,
  - masc. plur. /qotlim/[24] ou /qōtilīm/ qtl
  - fém. sing. qtlt
  - fém. plur. *qtlt
- Passif :
  - masc. sing. /qatūl/[24] ou /qatīl/[26] qtl,
  - masc. plur. /qatūlīm/ qtlm
  - fém. sing. qtlt
  - fém. plur. /qatūlōt/ qtlt

La vocalisation des formes ci-dessus peut se reconstituer à partir des correspondances entre les formes proto-sémitiques archaïques du Nord-Ouest et leurs équivalents phéniciens attestés : les formes du participe PNWS sont */qātil-, qātilīma, qātil(a)t, qātilāt, qatūl, qatūlīm, qatult or qatūlat, qatūlāt/.
Les radicaux dérivés :
- dans le thème en N (à valeur de passif), par ex. nqtl, l'initiale N tombe dans la conjugaison-préfixe (sans doute avec gémination de la première consonne du radical, par assimilation, comme en hébreu) (yqtl).
- dans le thème en D (à valeur de factitif): les formes ont dû être /qittil/ pour la conjugaison suffixe, /yaqattil/ pour la conjugaison préfixe, /qattil/ à l’impératif et l’infinitif, /qattōl/ à l’infinitif absolu et /maqattil/ au participe. La gémination caractéristique de la consonne médiane n'est repérable que dans les transcriptions alphabétiques grecques ou latines.
- dans le thème en C (à valeur de causatif) : le préfixe original *ha- a évolué en *yi- plutôt que vers l'hébreu *hi-. Les formes étaient apparemment /yiqtil/ dans la conjugaison suffixe (/ʼiqtil/ en punique tardif), /yaqtil/ pour la conjugaison préfixe, et l’infinitif est aussi /yaqtil/, alors que le participe se prononçait probablement /maqtil/ ou, du moins en punique tardif, /miqtil/[27].

La plupart des thèmes devaient posséder des formes passives et réfléchies, la première se démarquant par la vocalisation, la seconde par la lettre infixée -t-. La voix passive du thème en G est attestée sous la forme qytl, /qytal/ < */qutal/ ; la forme infixe devait donc être /yitqatil/ ytqtl (tG) et /yiqtattil/ (Dt) yqttl.

### Prépositions et particules
Certaines prépositions sont toujours préfixées aux noms, avec élision du /h/ initial de l’article défini lorsqu'il y en a un : ainsi les prépositions b- « dans », l- « pour », k- « comme » et m- /min/ "de, hors de". On les trouve parfois sous forme développée, par adjonction d'un -n ou d'un -t. Mais d'autres prépositions restent séparées : par ex. ʻl « sur »,.ʻd « jusqu'à », ʼḥr « après », tḥt « sous », b(y)n « entre ». Quelques prépositions sont formées à partir de noms: lpn « devant », construit à partir de l- « vers » et pn « en face de ». La préposition spéciale indiquant un complément d'objet défini, ʼyt (/ʼiyyūt/?), se distingue, contrairement à l’hébreu, clairement de la préposition ʼt (/ʼitt/). La négation la plus courante est bl (/bal/), utilisée avec les verbes, mais parfois aussi avec des noms; autre négation : ʼy (/ʼī/), qui exprime à la fois la non-existence et la négation de certains verbes. Les interdictions s'expriment avec la préposition ʼl (/ʼal/). La restriction « à moins que » est marquée par lm. Parmi les conjonctions les plus courantes, il y a w (dérivé peut-être d'une forme archaïque /wa-?/, qui évolua vers la forme /u-/ en langue punique), « et » ʼm (/ʼim/), « quand », et k (/kī/), « que ; parce que; lorsque ». Une conjonction (ʼ)p (/ʼap/ « aussi ». l- (/lū, li/) pouvait (occasionnellement) indiquer un optatif (« puisse-t-il...! »). l- pouvait servir à indiquer une interpellation (« vocatif »). Ces deux prépositions-conjonctions permettaient de former des mots composés.

## Syntaxe
L'ordre usuel des mots est Verbe-Sujet-Complément. Le verbe « être » n'existe pas au présent ; dans les propositions qui auraient employé une copule, le sujet peut précéder le prédicat. Les noms précèdent toujours les adjectifs et pronoms (possessifs) qui s'y rapportent.

## Vocabulaire et formation des noms
Les noms sont pour l'essentiel formés par combinaison d'un radical à trois consonnes et de voyelles, mais on peut en former d'autres par adjonction d'un préfixe (/m-/ (et plus rarement /t-/), exprimant une action ou ses conséquences ; on emploie parfois un suffixe /-ūn/. Les mots abstraits sont formés à l'aide du suffixe -t (ayant probablement valeur de /-īt/, /-ūt/). Les adjectifs se forment selon le suffixe nisba /-īy/ y, usuel dans toutes les langues sémitiques (par ex. ṣdny « habitant de Sidon »).
Comme la grammaire, le lexique du phénicien est, à quelques formes idiomatiques importantes près, très proche de celui de l’hébreu biblique. Par exemple, le verbe « être » s’écrit kn (comme en arabe), alors qu'en hébreu et en araméen c'est hyh ; et le verbe « faire » s’écrit pʿl (comme en araméen : pʿl, et en arabe : fʿl), alors qu'en hébreu on aʿśh.

## Exemple
| Texte | Translittération |
| --- | --- |
| 𐤀‏𐤍‏𐤊‏ 𐤕‏𐤁‏𐤍‏𐤕‏ 𐤊‏𐤄‏𐤍‏ 𐤏‏𐤔‏𐤕‏𐤓‏𐤕‏ 𐤌‏𐤋‏𐤊‏ 𐤑‏𐤃‏𐤍‏𐤌‏ 𐤁‏𐤍 𐤀‏𐤔‏𐤌‏𐤍‏𐤏‏𐤆‏𐤓‏ 𐤊‏𐤇‏𐤍‏ 𐤏‏𐤔‏𐤕‏𐤓‏𐤕‏ 𐤌‏𐤋‏𐤊‏ 𐤑‏𐤃‏𐤍‏𐤌‏ 𐤔‏𐤊‏𐤁‏ 𐤁‏𐤀‏𐤓‏𐤍‏ 𐤆‏ 𐤌‏𐤉‏ 𐤀‏𐤕‏ 𐤊‏𐤋‏ 𐤀‏𐤃‏𐤌‏ 𐤀‏𐤔‏ 𐤕‏𐤐‏𐤒‏ 𐤀‏𐤉‏𐤕‏ 𐤇‏𐤀‏𐤓‏𐤍‏ 𐤆‏ 𐤀‏𐤋‏ 𐤀‏𐤋‏ 𐤕‏𐤐‏𐤕‏𐤇‏ 𐤏‏𐤋‏𐤕‏𐤉‏ 𐤅‏𐤀‏𐤋‏ 𐤕‏𐤓‏𐤂‏𐤆‏𐤍‏ 𐤊‏ 𐤀‏𐤉‏ 𐤀‏𐤓‏𐤋‏𐤍‏ 𐤊‏𐤎‏𐤐‏ 𐤀‏𐤊‏ 𐤀‏𐤓‏ 𐤋‏𐤍‏ 𐤇‏𐤓‏𐤑‏ 𐤅‏𐤊‏𐤋‏ 𐤌‏𐤍‏𐤌‏ 𐤌‏𐤔‏𐤃‏ 𐤁‏𐤋‏𐤕‏ 𐤀‏𐤍‏𐤊‏ 𐤔‏𐤊‏𐤁‏ 𐤁‏𐤀‏𐤓‏𐤍‏ 𐤆‏ 𐤀‏𐤋‏ 𐤀‏𐤋‏ 𐤕‏𐤐‏𐤕‏𐤇‏ 𐤏‏𐤋‏𐤕‏𐤉‏ 𐤅‏𐤀‏𐤋‏ 𐤕‏𐤓‏𐤂‏𐤆‏𐤍‏ 𐤊‏ 𐤕‏𐤏‏𐤁‏𐤕‏ 𐤏‏𐤔‏𐤕‏𐤓‏𐤕‏ 𐤄‏𐤃‏𐤁‏𐤓‏ 𐤄‏𐤀‏ 𐤅‏‏𐤀‏𐤌‏ 𐤐‏𐤕‏𐤇‏ 𐤕‏𐤐‏𐤕‏𐤇‏ 𐤏‏𐤋‏𐤕‏𐤉‏ 𐤅‏𐤓‏𐤂‏𐤆‏ 𐤕‏𐤓‏𐤂‏𐤆‏𐤍‏ 𐤀‏𐤋‏ 𐤉‏𐤊‏𐤍‏ 𐤋‏𐤊‏ 𐤆‏𐤓‏𐤏‏ 𐤁‏𐤇‏𐤉‏𐤌‏ 𐤕‏𐤇‏𐤕‏ 𐤔‏𐤌‏𐤔‏ 𐤅‏𐤌‏𐤔‏𐤊‏𐤁‏ 𐤀‏𐤕‏ 𐤓‏𐤐‏𐤀‏𐤌‏ | ʼnk tbnt khn ʻštrt mlk ṣdnm bn ʼšmnʻzr khn ʻštrt mlk ṣdnm škb bʼrn z my ʼt kl ʼdm ʼš tpq ʼyt hʼrn z ʼl ʼl tptḥ ʻlty wʼl trgzn k ʼy ʼrln ksp ʼy ʼr ln ḥrṣ wkl mnm mšd blt ʼnk škb bʼrn z ʼl ʼl tptḥ ʻlty wʼl trgzn k tʻbt ʻštrt hdbr hʼ wʼm ptḥ tptḥ ʻlty wrgz trgzn ʼl ykn lk zrʻ bḥym tḥt šmš wmškb ʼt rpʼm |
| Traduction | |
| C'est moi, Tabnit, prêtre d’Astarté, roi de Sidon, fils d’Echmounadzar, prêtre d’Astarté, roi de Sidon, qui repose dans ce sarcophage. Qui que vous soyez, que quiconque trouve ce sarcophage, ne l'ouvre pas, ne l'ouvre surtout pas, qu'il ne me dérange pas, car il n'y a pas d'argent sur moi, il n'y a pas d'or avec moi, ni rien d'autre qui ait de la valeur, il n'y a que moi qui repose dans ce sarcophage. Ne l'ouvrez pas, ne l'ouvrez surtout pas, ne me dérangez pas, car cet acte serait une abomination pour Astarté. Et si malgré cela vous l'ouvrez, si vous me dérangez, Soyez privé de semence parmi les vivants de ce monde, Soyez privé de refuge face aux Nephilims. | |

Punique tardif (Ier siècle av. J.-C.) :

alphabet grec :

ΛΑΔΟΥΝ ΛΥΒΑΛ ΑΜΟΥΝ

ΟΥ ΛΥΡΥΒΑΘΩΝ ΘΙΝΙΘ ΦΑΝΕ ΒΑΛ

ΥΣ ΝΑΔΩΡ ΣΩΣΙΠΑΤΙΟΣ ΒΥΝ ΖΟΠΥΡΟΣ

ΣΑΜΩ ΚΟΥΛΩ ΒΑΡΑΧΩ
Reconstitution du texte néo-punique (par Igor Diakonoff) :

lʼdn lbʻl ḥmn 

wlrbtn tnt pn bʻl

ʼš ndr S. bn Z.

šmʻ klʼ brkʼ
Traduction:

Au maître Baal Hammon et

à notre maîtresse Tanit, visage de Baal,

... qu'a consacré S[osipatius], fils de Z[opyrus].

Sa voix a été entendue, il a été exaucé.

## Survivance et postérité de la langue punique

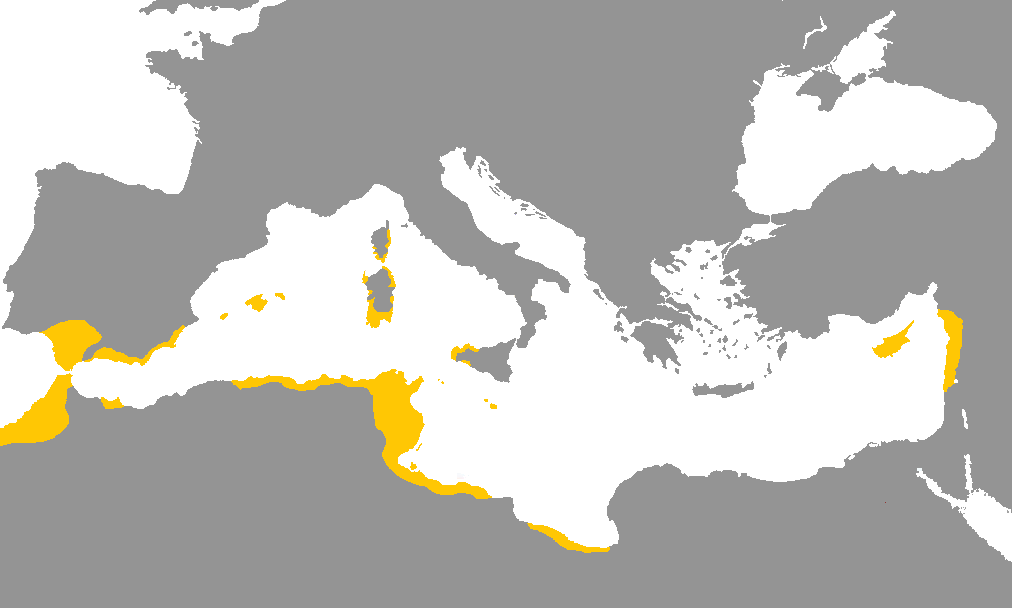
Distribution du Phénicien au moment de la conquête romaine.

La forme du phénicien, assez évoluée, de la langue parlée dans la colonie tyrienne de Carthage est appelée langue punique ; son usage s'est maintenu bien plus longtemps que celui du phénicien en Phénicie même, puisqu'on pense qu'elle était encore parlée à l'époque où écrivait saint Augustin. Elle a peut-être même survécu à la conquête arabe de l’Afrique du Nord, puisque le géographe Al-Bakri rapporte qu'il y a dans la ville de Sirte (dans le nord de la Libye) un peuple parlant une langue qui n'est ni du berbère, ni du latin ni du copte ; or on sait que dans cette région, le punique a continué d'être parlé bien après sa disparition en tant que langue écrite. Toutefois il est vraisemblable que l'arabisation des Carthaginois a été facilitée par l'appartenance de leur langue au groupe des langues sémitiques. Aussi le punique a constitué le substrat de l'arabe tunisien et des autres dialectes maghrébins modernes, influencés par l'arabe.
Le nom du tifinaġ, ancien alphabet lybico-berbère d'emploi sporadique chez certaines tribus touareg berbères, est peut-être une altération d'un mot apparenté à « punique ». Sa parenté avec l'écriture phénicienne, loin d'être établie, est toujours controversée tant les deux alphabets sont différents. Mais en ce qui concerne la langue (et non l’écriture), certains emprunts des langues berbères modernes au punique sont manifestes, comme agadir (« rempart ») voisin du punique gader.
Mais l'un des plus fameux exemples de rayonnement du punique se trouve dans le toponyme latin d’Hispania (qui désignait toute la Péninsule Ibérique, y compris le Portugal) : ce mot proviendrait du punique I-Shaphan qui signifie « côte des hyraxes ». Autre exemple : Hannon le Navigateur était entré en contact avec une tribu hostile de « gens hirsutes » du Golfe de Guinée. Les interprètes grecs traduisirent le mot punique en grec ancien par gorillaï, mot repris en 1847 par Thomas S. Savage pour désigner le Gorille de l'ouest.

## Témoins écrits
- Ahiram

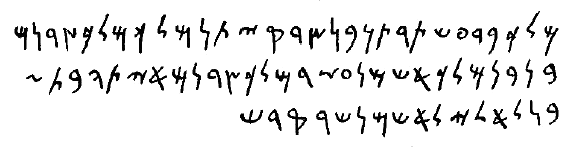
Inscription en phénicien du roi Bodashtart, retrouvé sur l'autel du temple d'Eshmoun (Bustan el-Sheikh, Sidon,

- Bilingue royale louvito-phénicienne de Çineköy
- Cippes de Melqart
- Eshmunazar
- Karatepe
- Stèle de Kilamuwa
- Stèle de Nora
- Lamelles de Pyrgi
- Temple d'Eshmoun
- Les monnaies

## Codes
- Code de langue IETF : phn